# تحوط (تمويل)

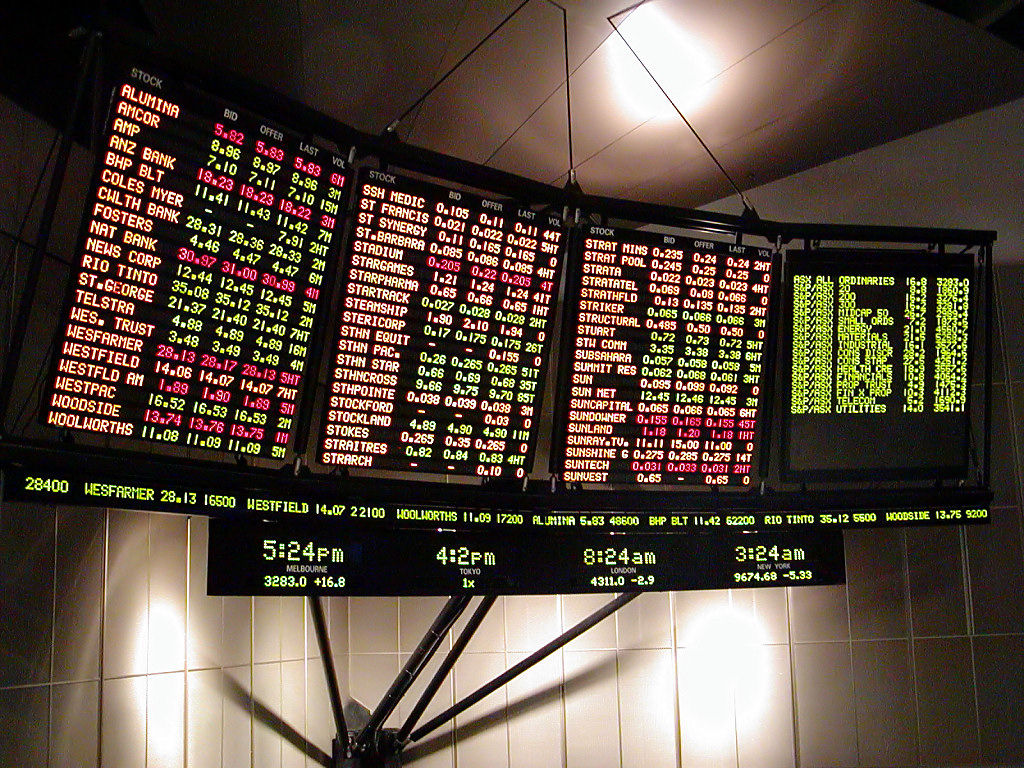
شاشة مراقبة إلكترونية تعرض حالة العرض والطلب للأوراق المالية

في الشؤون المالية، التحوط (Hedging) هو موقف يتخذ في سوق معين وذلك في محاولة للتعويض عن التعرض لتقلبات الأسعار في في سوق آخر بهدف تقليل التعرض للمخاطر الغير مرغوب فيها. هناك العديد من المحددات المالية لتحقيق هذا الهدف، تشمل وثائق التأمين، العقود الآجلة، المقايضة، الخيارات.وقد أنشئت أسواق العقود الآجلة في عام 1800 للسماح بسياسة تحوط شفافة وموحدة، بل ومنذ ذلك الحين توسعت لتشمل العقود الآجلة للتحوط في قيم الطاقة، المعادن الثمينة، العملات الأجنبية، وتقلبات أسعار الفائدة.

## أمثلة

### التحوط على أسعار السلع الزراعية
يمكن أن تكون المزارع التجارية مثال نموذجى على السلع الزراعية. فقيم السوق من القمح والمحاصيل الأخرى تتقلب باستمرار ويختلف العرض والطلب بالنسبة لهم، مع تحركات كبيرة أحيانا في أي من الاتجاهين. وبناء على الأسعار الحالية والمستويات المتوقعة في وقت الحصاد، قد يقرر المزارعين أن زراعة القمح هي فكرة جيدة في موسم واحد، ولكن الأسعار المتوقعة ليست إلا توقعات. فعندما يقرر المزارع زراعة القمح، فهو ملتزم بذلك لموسم كامل. وإذا كان السعر الفعلي للقمح يرتفع كثيرا بين الزرع والحصاد، فيحصل المزارع على الكثير من المال الغير المتوقع، ولكن إذا تراجع السعر الفعلي في وقت الحصاد، فيمكن ان يكون شيء مدمر بالنسبة له.
وإذا كان المزارع يبيع عددا من عقود القمح الآجلة وهو ما يعادل حجم محصول له في وقت الزراعة، فإنه يتمسك بشدة بأسعار القمح في ذلك الوقت—والعقد هو اتفاق على تقديم عدد معين من بوشلات القمح في تاريخ معين في المستقبل للحصول على سعر ثابت معين. وبذلك فقد تحوط من التعرض لتقلبات أسعار القمح؛ لانه لم يعد يهتم عما إذا كان ارتفاع السعر الحالي أو يسقط، لأنه يضمن الثمن المتفق عليه في العقد. وبذلك لم تعد هناك حاجة للقلق من انخفاض سعر القمح في موسم الحصاد، لكنه يحرمه أيضا من فرصة الحصول على الاموال الاضافية من ارتفاع سعر القمح في أوقات الحصاد.

### التحوط على سعر السهم
يعتقد تاجر الأسهم أن سعر السهم في الشركة «أ» سوف يرتفع خلال الشهر المقبل، وذلك بسبب اتخاذ الشركة طريقة جديدة وفعالة لإنتاج المنتجات. وهو يرغب في شراء أسهم الشركة وإلى الربح عن طريقة الزيادة المتوقعة في الأسعار. لكن الشركة «أ» تنتج صناعة شديدة التقلب. فإذا اشترى التاجر الأسهم على أساس اعتقاده بأن أسهم الشركة «أ» أسهم أقل من قيمتها الحقيقية، تعتبر هذه التجارة نوعا من المضاربة.
ولان التاجر مهتم بالشركة، بدلا من الصناعة، فانه يريد ان يتحوط من مخاطر الصناعة عن طريق بيع الأوراق المالية المقترضة "short sell" بقيمة تساوي (عدد الأسهم *سعر السهم) من أسهم منافس الشركة «أ» المباشر، الشركة «ب»، وإذا كان التاجر قادرا على بيع الأوراق المالية المقترضة التي على علاقة معرفة رياضيا مع سعر سهم الشركة «أ» فالتجارة على هذا الأساس قد تكون بلا مجازفة. ففي هذه الحالة، يتم تقليل المخاطر ولكن لم يتم التخلص منها نهائيا.
في اليوم الأول من محفظة التاجر يكون:
- 1000 سهم "Long" من الشركة «أ» وبسعر 1 دولار لكل سهم.
- 500 سهم "Short" من الشركة (ب) وبسعر 2 دولار لكل سهم.

```
(لاحظ أن التاجر قد باع "short" نفس القيمة للسهم.)
```

في اليوم الثاني، جاءت أخبار عن انتشار هذه الصناع وارتفعت قيمة كل الأسهم. ومع ذلك، فلأن الشركة «أ» أقوى، ارتفعت بنسبة 10 ٪، في حين أن الشركة «ب» ارتفعت بنسبة 5 ٪ فقط.
- 1000 سهم "long" من أسهم الشركة «أ» عند 1.10 دولار: 100 دولار مكسب
- 500 سهم "short" من أسهم الشركة «ب» عند 2.10 دولار: 50 دولارا خسارة.

```
(في وضعية "Short"، فإن المستثمر يفقد المال عندما ترتفع الأسعار.)
```

والتاجر قد يندم على التحوط في اليوم الثاني، لأنه قلل من الأرباح في موقف الشركة «أ». ولكن في اليوم الثالث، نُشرت أخبارا حول الآثار الصحية للمنتجات، فتحطم 50 ٪ من قيمة صناعة المنتجات في غضون بضع ساعات. ومع ذلك، فلأن وضع الشركة «أ» هو الأفضل، فإنه يعاني أقل من الشركة «ب»:
قيمة الموقف الطويل "Long" (الشركة أ):
- يوم 1 : 1000 دولار
- يوم 2 : 1100 دولار
- يوم 3 : 550 دولار => ($ 1000 -- $ 550) = 450 دولار خسارة

قيمة الموقف القصير "Short" (شركة ب):
- اليوم 1 : -- 1000 دولار
- اليوم: 2 -- $ 1050
- اليوم 3 : -- 525 دولار => ($ 1000 -- $ 525) = 475 دولار أرباحا

ومن دون التحوط، فالتاجر قد فقد 450 دولار (أو 900 دولار). ولكن التحوط—من الشركة ب—يعطي ربحا قدره 475 دولار، من أجل تحقيق ربح صاف قدره 25 دولارا خلال حدوث انهيار كبير في السوق.

### التحوط من استهلاك الوقود
المقال الرئيسي: شركة طيران جنوب غرب # تحوط الوقود
شركة طيران جنوب غرب تستخدم العقود الآجلة والمشتقات لتغطية مخاطر التعرض لسعر وقود الطائرات. جنوب غرب تعرف أنها يجب تشترى وقود الطائرات لطالما تريد البقاء في الأعمال التجارية، ومن المعروف ان أسعار الوقود في تقلب مستمر. وباستخدام العقود الآجلة للنفط الخام لتغطية احتياجاتها من الوقود (والانخراط في المشتقات مماثلة لكنها أكثر تعقيدا في المعاملات)، فكانت قادرة على حفظ كمية كبيرة من المال عند شراء الوقود بالمقارنة مع شركات الطيران المنافسة عندما ارتفعت أسعار الوقود في الولايات المتحدة بشكل ملحوظ بعد حرب العراق عام 2003 وإعصار كاترينا.

## أنواع التحوط
على سبيل المثال الأمثلة السابقة أمثلة «كلاسيكية» على التحوط، والمعروفة في الصناعة باعتبارها «أزواج التجارة» "pairs trade" بسبب التداول على زوج من الأوراق المالية ذات الصلة. وعندما أصبح المستثمرون أكثر تطورا، جنبا إلى جنب مع الأدوات الرياضية المستخدمة لحساب القيم، والمعروفة باسم نماذج، فقد زادت أنواع تحوطات بشكل كبير.

## تحوطات طبيعية
الكثير من التحوطات لا تنطوي على الكثير من الغريب أو مشتقات الأدوات المالية. والتحوط الطبيعي هو استثمار يقلل من مخاطر غير مرغوب فيها بما يناسبها من التدفقات النقدية، أي ايرادات والنفقات. فعلى سبيل المثال، يواجه أحد المصدرين إلى الولايات المتحدة مخاطر التغيرات في قيمة الدولار، واختار أن يفتتح مرافق الإنتاج في تلك السوق لمطابقة نتائجها المتوقعة من ايرادات المبيعات إلى هيكل التكاليف. مثال آخر هو شركة تفتتح فرعا لها في بلد آخر يقترض بالعملة المحلية لتمويل عملياتها، على الرغم من أن أسعار الفائدة المحلية قد تكون اغلى من مثيلتها في بلدها الأصلي: عن طريق مطابقة مدفوعات الديون إلى الإيرادات المتوقعة في العملة المحلية، وهي الشركة الأم قد تقلل من التعرض للعملة الأجنبية.
وبالمثل، يمكن لمنتج النفط توقع الحصول على عائداتها بالدولار الأمريكي، ولكنها تواجه التكاليف بعملة مختلفة، وستطبق التحوط الطبيعي إذا وافقت، على سبيل المثال، دفع علاوات للعاملين في دولار امريكى.
واحدة من أقدم وسيلة للتحوط ضد المخاطر هي شراء التأمين للحماية من خسارة مالية نتيجة لعطل طارئ أو فقدان الممتلكات، والإصابة الشخصية، أو خسائر في الأرواح.

## فئات المخاطر
بالنسبة للفئات التالية للمخاطر، للمصدرين، أن قيمة ما لديهم من عملة المحاسبة ستسقط ضد قيمة المستوردين، والمعروفة أيضا بمخاطر التقلب.
- مخاطر أسعار الفائدة—هو خطر أن القيمة النسبية للبفائدة الأصول، مثل القروض أو السندات، سوف تتفاقم نتيجة لسعر الفائدة زيادة. مخاطر سعر الفائدة يمكن تغطيتها باستخدام أدوات الدخل الثابت أو مقايضات أسعار الفائدة.
- الإنصاف—في المخاطر، في بعض الأحيان أو مكافأة، لأولئك الذين الأصول هي حيازات الأسهم، أن قيمة الأسهم يسقط
- إقراض الأوراق المالية—محفظة الأوراق المالية المضمونة قرض تمويل (انظر Hedge Loan) هو شكل من أشكال الفردية الحد من مخاطر الاستثمار أن النتائج عادة في قرض الرجوع المحدود.

العقود الاجلة هي وسيلة للتحوط ضد مخاطر تقلبات السوق السلبية. وقد وضعت أصلا للخروج من سوق السلع في القرن التاسع عشر، ولكن على مدى السنوات الخمسين الماضية تضخمت منتجات التحوط في السوق العالمية المتقدمة لتقليل مخاطر السوق المالية.

## التحوط من المخاطر الائتمانية
مخاطر الائتمان هي مخاطر بسبب المال لن يدفعها المدين. منذ مخاطر الائتمان هو العمل الطبيعي للمصارف، ولكن المخاطر التجارية غير المرغوب فيها بالنسبة للتجار، وبطبيعة الحال في السوق في وقت مبكر المتقدمة بين البنوك والتجار: أن الالتزامات التي تنطوي على بيع في خصم نسبة أد. انظر على سبيل التجريد سبيل المثال، بوليصة الشحن، العوملة، أو فاتورة مخفضة.

## مخاطر تقلبات العملة
التحوط من العملة (المعروف أيضا باسم التحوط من مخاطر الصرف الأجنبي) يستخدم من قبل المستثمرين لتحليل الخروج من المخاطر التي يواجهونها عند الاستثمار في الخارج، وكذلك من جانب جهات غير المالية في الاقتصاد العالمي والذين متعدد العملات الأنشطة هي شر لا بد منه بدلا من أن تكون الدولة المنشودة من التعرض.
ويمكن أن يكون المستثمر المالي في صناديق التحوط التي تقرر الاستثمار في الشركة، على سبيل المثال، في البرازيل، لكنه لا يريد أن يستثمر بالضرورة في العملة البرازيلية. وصناديق التحوط يمكن أن تفصل مخاطر الائتمان (أي مخاطر للشركة المتعثرة)، من مخاطر العملة لريال مدريد عن طريق البرازيلي «التحوط» من مخاطر العملة. وفي الواقع، هذا يعني ان هذا الاستثمار هو استثمار فعال للدولار، في البرازيل. يسمح التحوط للمستثمر نقل مخاطر العملة إلى شخص آخر، الذي يريد اتخاذ موقف في العملة. وصناديق التحوط قد تدفع هذا المستثمر إلى اتخاذ تقلبات العملات، على غرار التأمين ضد أنواع أخرى من الأحداث.
كما هو الحال مع أنواع أخرى من المنتجات المالية، والتحوط قد تسمح للنشاط الاقتصادي أن تجرى التي لولاها لم يكن ممكنا (على سبيل القرض، على سبيل المثال، قد تسمح للفرد لشراء المنزل الذي سيكون «مكلفة للغاية» إذا كان لدى الفرد على الدفع نقدا). وزيادة الاستثمار ويفترض في هذا السبيل لرفع الكفاءة الاقتصادية.

### المفاهيم المرتبطة بها
إعادة توجيه العقود

سعر الفائدة الآجل
FRAs
خيار العملات الأجنبية

غير قابل للتسليم آجل

سعر الفائدة المكافئ

صندوق التحوط

عملة الارتباط
إدارة المخاطر
سعر المبادلة
مبادلة العملات مبادلة الفوركس
اسعار الفائدة
أساس مبادلة

## الروابط الخارجية
- دليل التحوط لمخاطر أسعار الفائدة
- الأساسية ذات الدخل الثابت في المادة المشتقة التحوط المالي - edu.com
- التحوط إصدار سندات الشركات مع سعر أقفال على المادة المالي - edu.com